# Stadio nazionale del Giappone
Lo Stadio Nazionale (国立競技場?, Kokuritsu kyōgijō) è un impianto sportivo multifunzione di Tokyo, capitale del Giappone.
Costruito in occasione dei Giochi della XXXII Olimpiade, sorge nel luogo precedentemente occupato dal vecchio stadio nazionale olimpico, demolito nel 2015. Durante i lavori di costruzione lo stadio era noto come Nuovo stadio nazionale (新国立競技場?, Shin kokuritsu kyōgijō), mentre durante i Giochi olimpici è stato chiamato con il nome Stadio Olimpico (オリンピックスタジアム?, Orinpikku sutajiamu).

## Storia
Nel settembre 2011, dopo la presentazione ufficiale della candidatura di Tokyo per ospitare i Giochi Olimpici del 2020, fu avanzata la possibilità di rinnovare o ricostruire lo Stadio nazionale olimpico, realizzato nel 1958. Nel febbraio 2012 venne confermato che lo stadio sarebbe stato demolito e ricostruito con un investimento stimato di 130 miliardi di yen; a novembre fu quindi presentato il progetto del nuovo stadio, realizzato dall'architetto Zaha Hadid.
Nel maggio 2015 la demolizione del vecchio impianto fu completata. Allo stesso tempo, a causa di vincoli di budget, il governo giapponese iniziò ad apportare diverse modifiche al progetto, tra cui la cancellazione del tetto retrattile e la conversione di alcuni posti permanenti in posti provvisori; il tetto del nuovo stadio risultava particolarmente problematico dal punto di vista ingegneristico e dei costi, richiedendo la costruzione di due archi in acciaio lunghi 370 metri. Anche dopo i cambiamenti apportati al progetto, il costo stimato risultava comunque superiore ai 300 miliardi di yen, più del triplo del costo dello stadio Olimpico di Londra e più di cinque volte il costo dello stadio Olimpico di Pechino.

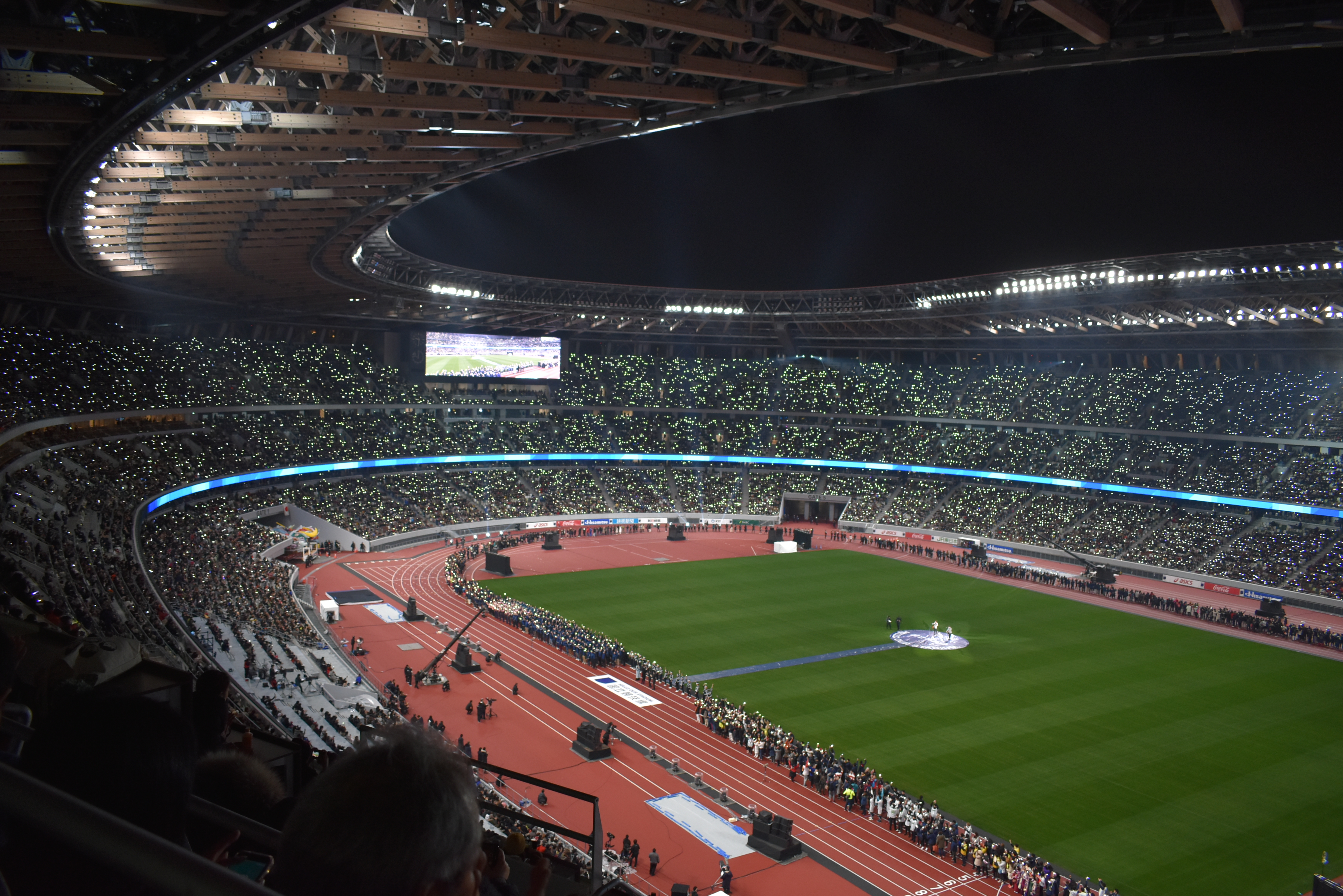
Lo stadio nel dicembre 2019.

Il 17 luglio 2015 il primo ministro Shinzō Abe annunciò che il progetto precedente sarebbe stato abbandonato, a causa del malcontento pubblico dovuto ai costi previsti, giudicati eccessivi, e che sarebbe stato avviato un secondo concorso per decidere il nuovo progetto. Il 21 dicembre 2015 il Japan Sport Council annunciò che il progetto di Kengo Kuma, in collaborazione con la Taisei Corporation, era stato selezionato come progetto vincitore. L'11 dicembre 2016 hanno avuto inizio i lavori di costruzione del nuovo impianto, terminati il 30 novembre 2019. L'inaugurazione dell'impianto è avvenuta il 21 dicembre, alla presenza del primo ministro Shinzō Abe e del governatore di Tokyo Yuriko Koike.
Il 1º gennaio 2020 lo stadio ha ospitato la sua prima competizione sportiva, la finale della Coppa dell'Imperatore 2019 tra il Vissel Kobe e i Kashima Antlers. Dopo uno slittamento di un anno a causa della pandemia di COVID-19, tra il 23 luglio e l'8 agosto 2021 l'impianto ha ospitato le cerimonie di apertura e chiusura, le competizioni di atletica e la finale del torneo femminile di calcio dei Giochi della XXXII Olimpiade. Dal 24 agosto al 5 settembre hanno avuto invece luogo le cerimonie di apertura e chiusura e le competizioni di atletica dei XVI Giochi paralimpici estivi.

## Caratteristiche

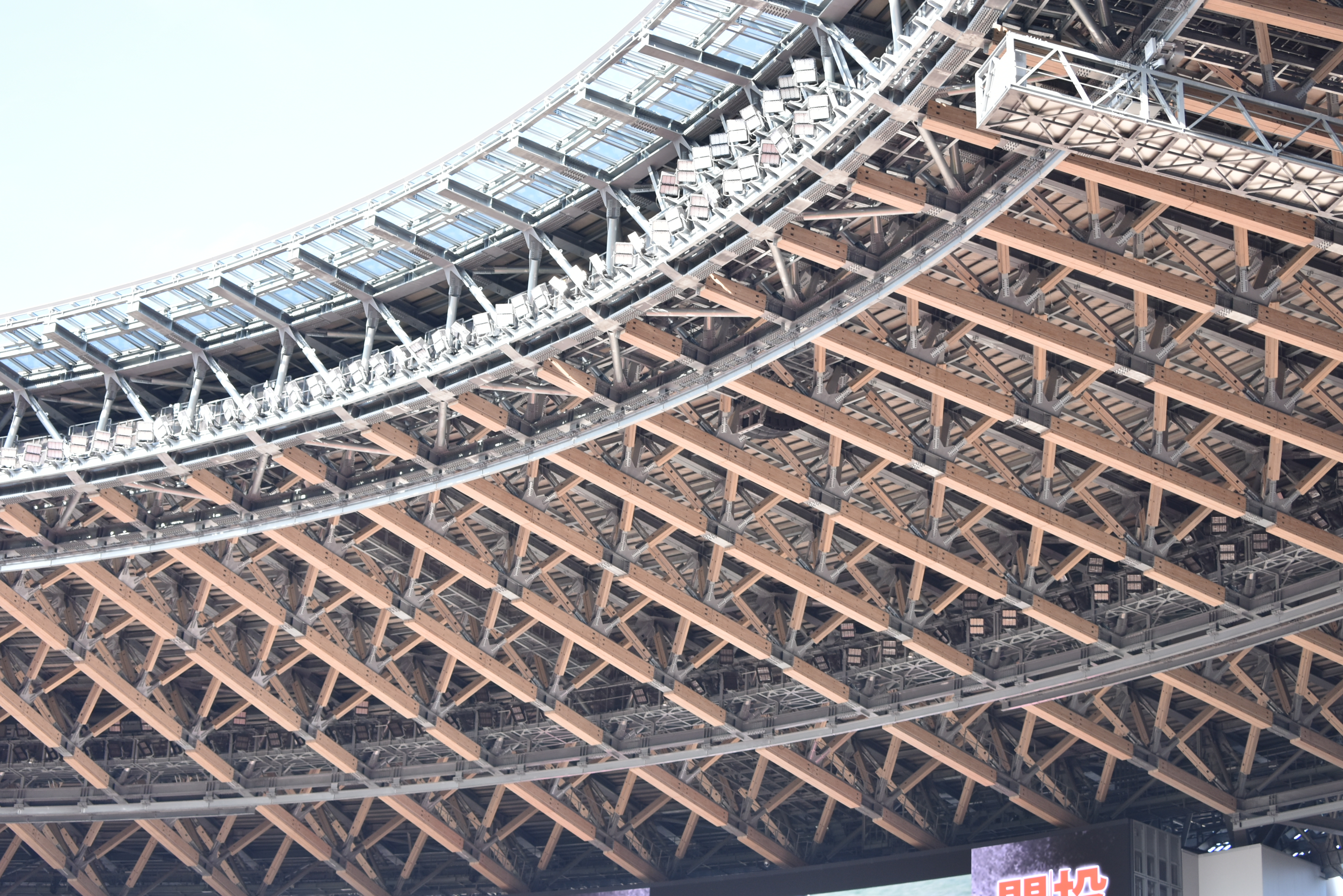
Particolare del tetto dell'impianto.

Il progetto di Kengo Kuma si basa sul concetto dello "stadio della foresta" (杜のスタジアム?, Mori no sutajiamu) che, mirando ad armonizzare la struttura con il vicino giardino Meijijingu Gaien, propone uno "stadio in stile giapponese naturalmente aperto". Il tetto dello stadio è realizzato in legno e acciaio e ha un'altezza massima rispetto al suolo di 47,4 metri. Il legno usato nella struttura, circa 70 000 metri cubi e proveniente dalle 47 prefetture del Giappone, è di due tipi, cedro e larice, ed è ricoperto da una verniciatura che lo rende leggermente biancastro rispetto al colore originario.

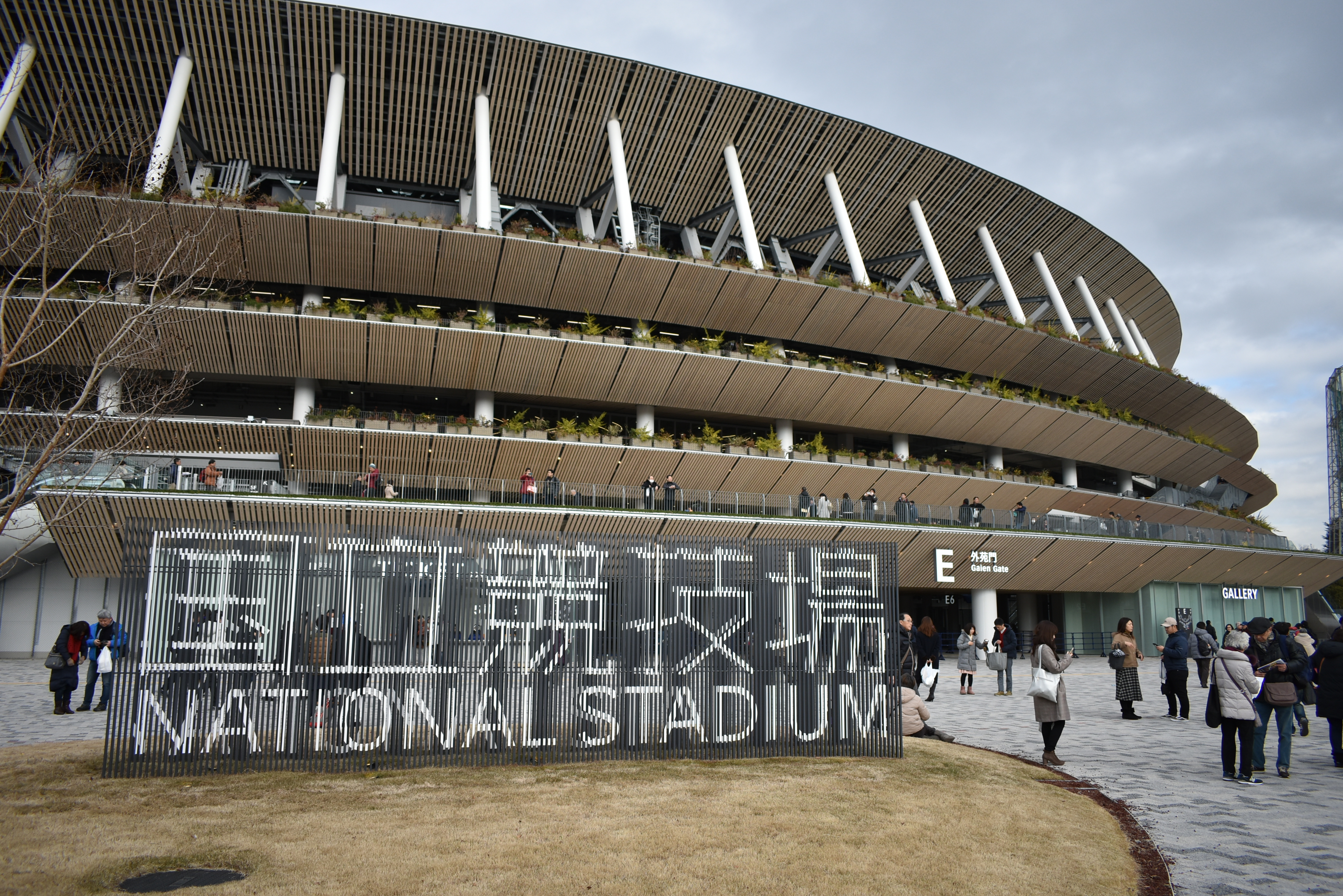
Esterno dello stadio nel 2020.

L'inclinazione delle gradinate è di 20° per il primo anello, 29° per il secondo e 34° per il terzo. I circa 60 000 sedili hanno cinque colori differenti basati sulle "tonalità della terra", con i colori più chiari predominanti nei posti più in alto e quelli più scuri in quelli più in basso.  Lo stadio è dotato di due tabelloni elettronici di 9 × 32 metri e di un pannello a nastro continuo posizionato lungo il secondo anello.
La pista di atletica è dotata di 9 corsie e circonda il campo in erba naturale che misura 107 × 71 metri. Il materiale per la pista è stato fornito dall'azienda Mondo ed è fatto di una gomma sintetica con elevata forza repulsiva; il colore della pista è un marrone rossastro scelto per adattarsi meglio ai colori caldi del resto della struttura. Il prato per il campo è stato invece coltivato dall'azienda Chubu nella prefettura di Tottori.

## Galleria d'immagini

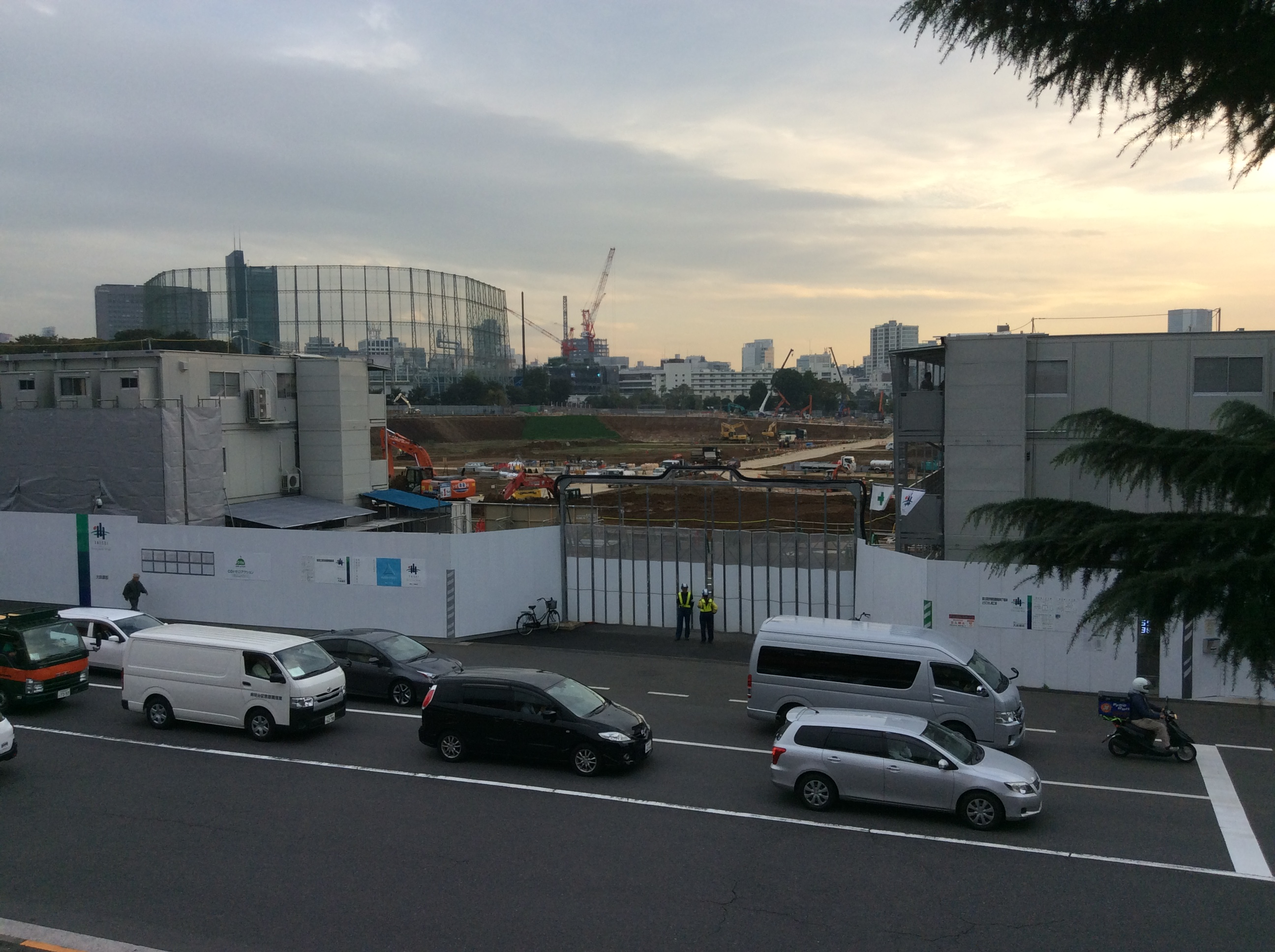
Novembre 2016
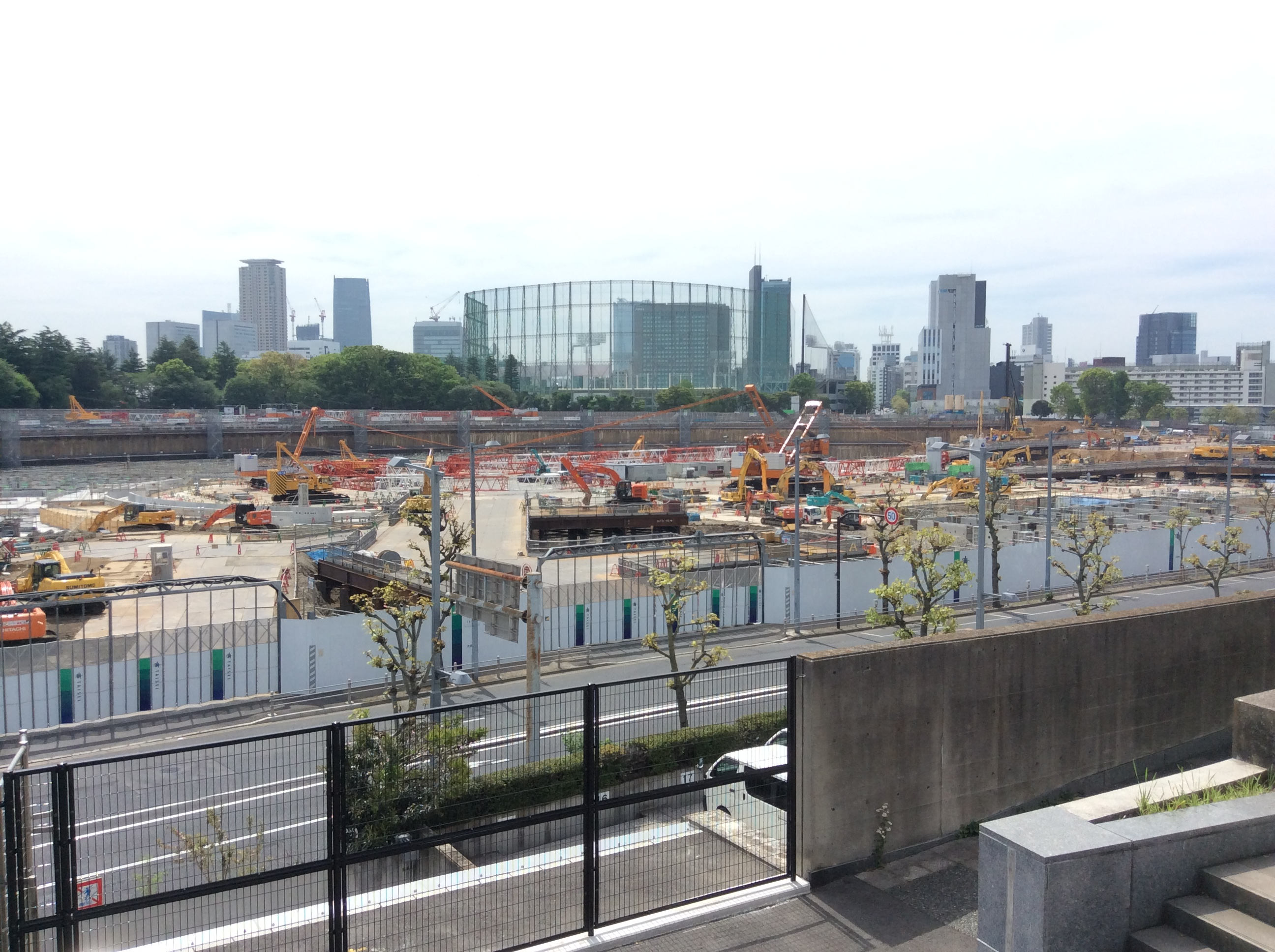
Maggio 2017
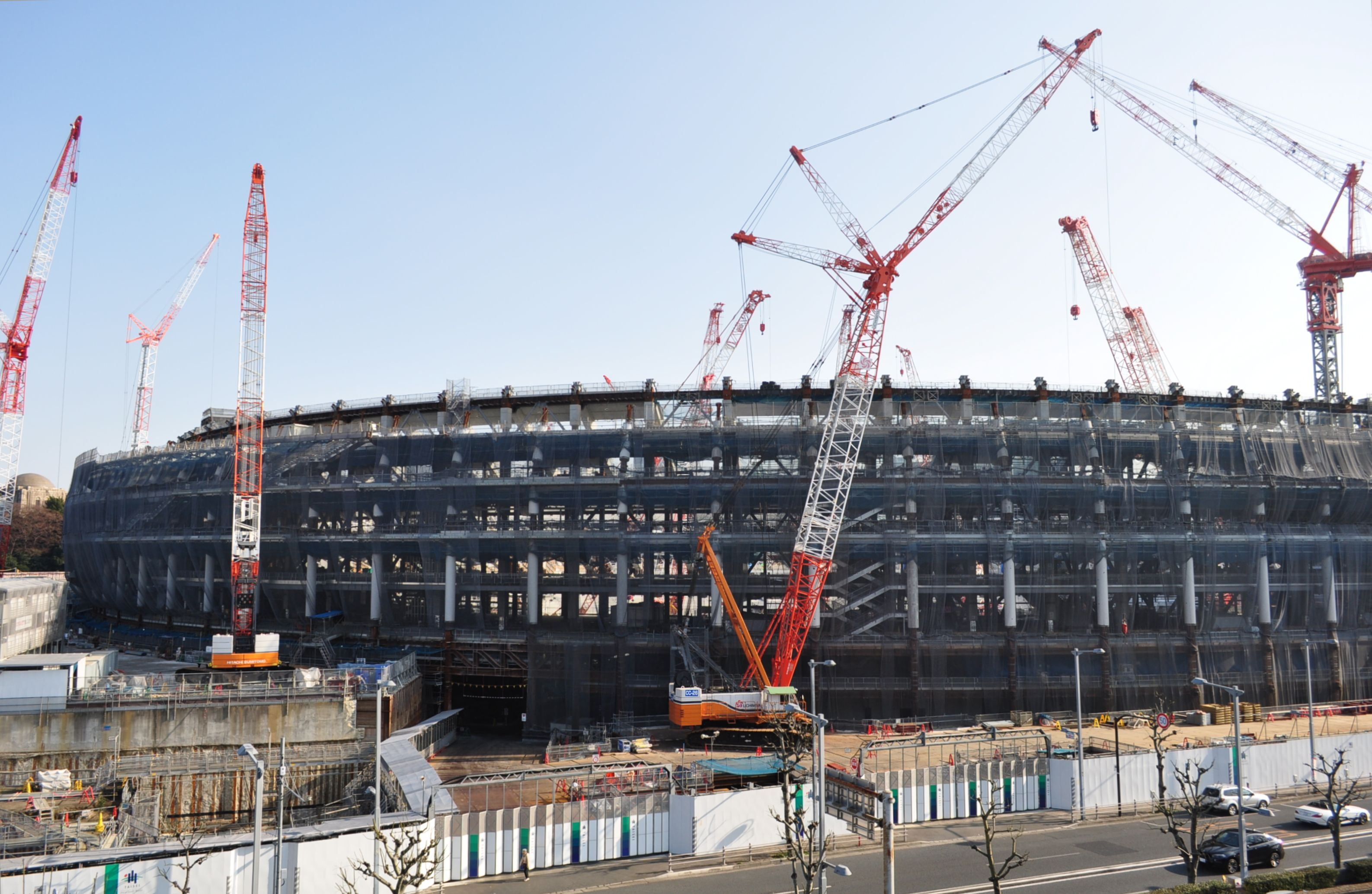
Gennaio 2018
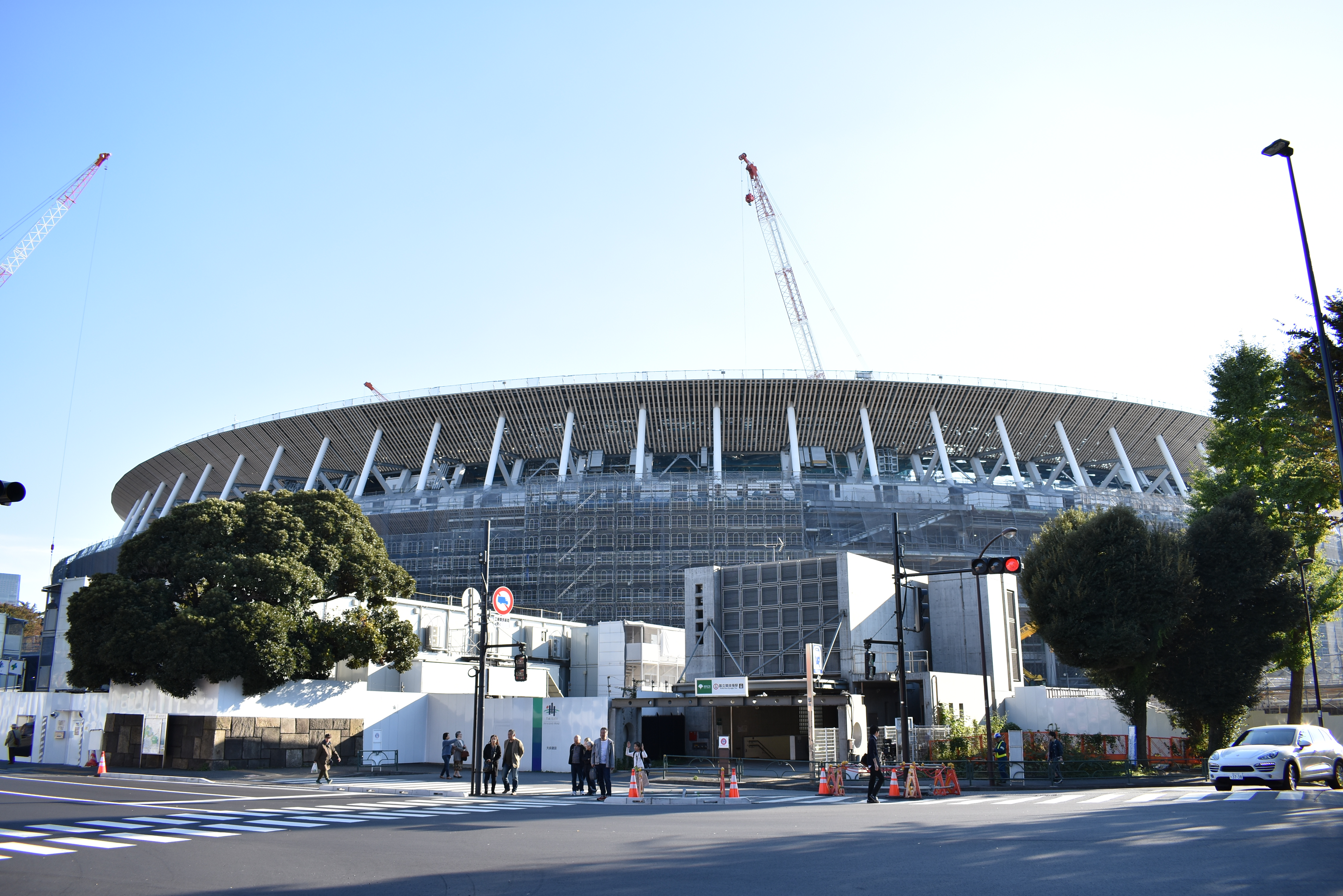
Novembre 2018
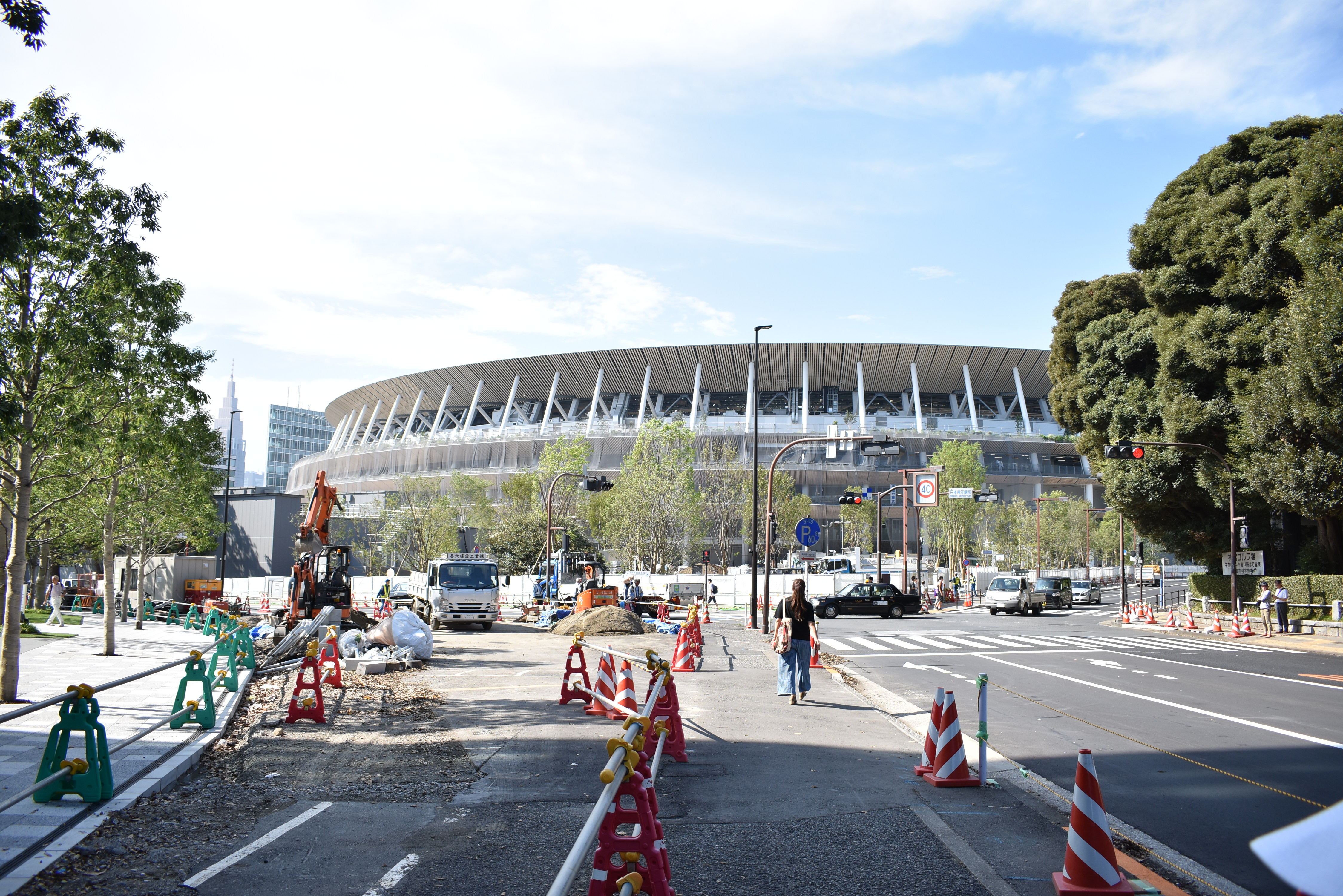
Agosto 2019
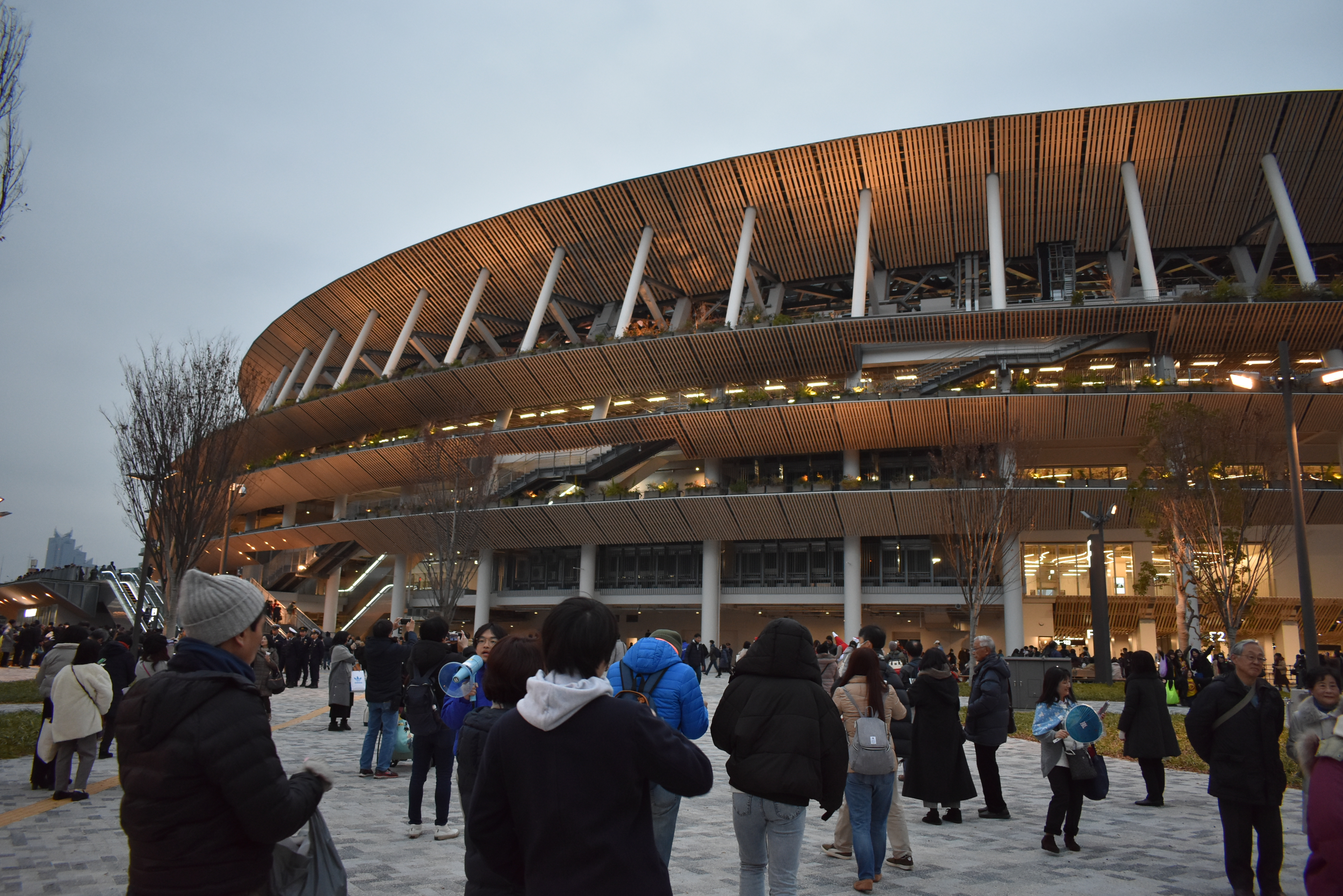
Dicembre 2019